# الفرقة البرية
فرقة سافاج أو الفرقة البرية (بالروسية: Дикая дивизия)‏ هي تشكيل فرسان في الجيش الإمبراطوري الروسي تتألف من متطوعين من الشيشان وإنغوشيا وداغستان وقراشاي وسيركاسيا وقبردينو - بلقاريا وأذربيجان. شاركت الفرقة في الحرب العالمية الأولى، بقيادة الجنرال الروسي، الدوق ميخائيل الكساندروفيتش رومانوف شقيق القيصر نيقولا الثاني 
خلال الثورة الروسية ظلت فرقة سافاج على ولائها ل الحكومة الروسية المؤقتة.

## قضية كورنيلوف
قام قائد الفرقة الجنرال الكسندر كريموف وضباطه برد فعل على حركة التمرد من قبل العملاء الألمان في بتروغراد، من خلال نقل بعيد عن جبهة الحرب إلى بتروغراد خلال قضية كورنيلوف. لكن المندوبين المسلمين لسوفييت بتروغراد، وأعضاءه الاسميين في الجمعية الروسية التأسيسية، وصلوا إلى الفرقة مباشرة من العاصمة وليس فقط لتبديد شائعات التمرد، واثبتوا أيضا بالمستندات التي ان كريموف كان يقود تمرد مع قواته ضد الحكومة.
من بين هؤلاء المندوبين بعض المسلمين المعروفين، مثل حفيد الإمام شامل. لهذا السبب، لم يتم القبض عليه، وهو القرار الذي يتعارض مع رغبات ضباط كريموف. هذا وان القبض عليه من شأنه أن يشكل انتهاكا لعادات الضيافة لدى الشيشان وداغستان. لعجزه عن الوفاء لبلده، انتحر قائد الفرقة كريموف.

## وصلات خارجية
- الفصل 32 «تمرد كورنيلوف» في تاريخ الثورة الروسية  ليون تروتسكي

‌